# Butzbach (stacja kolejowa)
Butzbach (niem. Bahnhof Butzbach) – stacja kolejowa w Butzbach, w regionie Hesja, w Niemczech. Znajduje się na Main-Weser-Bahn.
Według klasyfikacji Deutsche Bahn ma kategorię 4.

## Historia
Wraz z otwarciem odcinka Butzbach-Friedberg Main-Weser-Bahn w dniu 9 listopada 1850 dworzec został oddany do użytku. 
28 marca 1904 otwarto Butzbach-Licher Eisenbahn. Linia ta posiadała własny dworzec Butzbach West, położony obok głównego dworca. Stąd pociągi kursowały poprzez Butzbach Ost, który nadal jest miejscem skupiającym lokalne linii i Griedel do Lich Süd w pobliżu linii kolejowej Gießen-Gelnhausen (znanej również jako Lahn-Kinzig Bahn). 1 sierpnia 1909, ta linia została przedłużona do Grünberg, aby połączyć się z linią Gießen-Fulda (Vogelsbergbahn). Kolejną linię otwarto 2 kwietnia 1910 od Griedel przez dolinę Wetter do Bad Nauheim Nord. Ostatni odcinek z Butzbach Ost do Oberkleen, a następnie do pruskiego Wetzlar, ukończono w dniu 1 czerwca 1910 roku. W dniu 27 maja 1961 roku ruch pasażerski i towarowy zawieszono na odcinku linii między Butzbach i Lich. Ostatni pociąg pasażerski między Butzbach i Bad Nauheim Nord wyruszył w dniu 31 maja 1975 r.

## Usługi
Od zaprzestania obsługi pasażerów na BLE, stacja Butzbach nie jest już węzłem kolejowym. Jednak kilka połączeń Regional-Express i Regionalbahn obsługuje Butzbach. Najważniejsze jest Mittelhessen-Express, które biegnie z Frankfurt (Main) Hauptbahnhof poprzez Friedberg i Butzbach do Gießen. Dzieli się na dwie części: przednia część pociągu kontynuuje podróż przez Marburg do Treysa, natomiast tylna część zawraca i biegnie przez Wetzlar do Dillenburga. Usługi Regionalbahn kursują z Friedberg poprzez Bad Nauheim, Butzbach, Langgöns i Großen-Linden do Gießen. Podczas godzin szczytu Butzbach jest obsługiwane przez poszczególne usługi Regional-Express, które kursują z Frankfurtu poprzez Giessen do Marburga. Pociągi dalekobieżne nie zatrzymują się na stacji.
Stacja Butzbach nie jest przystosowana dla osób niepełnosprawnych. W 2009 roku stacja została wyposażona w elektroniczny system informacji pasażerskiej.

## Linie kolejowe
- Butzbach-Licher Eisenbahn
- Main-Weser-Bahn